# Unidas Podemos por Andalucía
Unidas Podemos por Andalucía (UPxA) fue un grupo parlamentario del Parlamento de Andalucía. En febrero de 2021 se constituyó como coalición electoral, integrada por IULV-CA, Podemos y Alianza Verde, con el objetivo de participar en las elecciones al Parlamento de Andalucía de 2022; aunque en abril de 2022 anunció su convergencia con Más País, Verdes Equo e Iniciativa del Pueblo Andaluz para formar una coalición más amplia con el nombre de Por Andalucía.

## Historia
La tensiones en el grupo motor de Adelante Andalucía provocó el distanciamiento entre Podemos Andalucía, Anticapitalistas e Izquierda Unida Los Verdes-Convocatoria por Andalucía (IULV-CA). Mientras los anticapitalistas acusaban a Izquierda Unida de no respetar los acuerdos económicos de la coalición, estos respondían aludiendo al secuestro de redes y de la marca por parte de los primeros.
Este conflicto, en el que también se decantaron tanto los partidos andalucistas de la coalición como Podemos, provocaron la ruptura entre Anticapitalistas Andalucía, que previamente se había escindido de Podemos, e IULV-CA, el principal socio de coalición. Como consecuencia, el grupo parlamentario formado por seis diputados de Podemos e IULV-CA cambió su nombre al de Unidas Podemos por Andalucía, mientras que los once miembros restantes de Adelante Andalucía pasaron al grupo de no adscritos. 
Una vez superados los desencuentros entre la dirección de IULV-CA y los anticapitalistas, se retomaron las conversaciones entre la formación dirigida por Toni Valero y la de Martina Velarde, quien fue elegida en primarias coordinadora de Podemos Andalucía el 19 de junio de 2020. Tras esta renovación de los órganos de dirección de Podemos y la salida de Anticapitalistas del partido, se normalizaron las relaciones con IULV-CA, lo que propició el acuerdo para concurrir juntos a las elecciones al Parlamento de Andalucía de 2022 para defender los valores del socialismo democrático, la democracia participativa, el ecosocialismo y el feminismo.
Posteriormente estas dos formaciones llegaron a un acuerdo con Más País, Verdes Equo e Iniciativa del Pueblo Andaluz, y conformaron la coalición electoral Por Andalucía.

## Organización
| Partido | Partido                                               | Presidencia / Liderazgo |
| ------- | ----------------------------------------------------- | ----------------------- |
|         | Podemos Andalucía                                     | Martina Velarde         |
|         | Izquierda Unida Los Verdes-Convocatoria por Andalucía | Toni Valero             |
|         | Alianza Verde (Andalucía)                             | Carmen Molina           |